# Џејкоб Стејблер
Џејкоб Мернер Стејблер (16. август 1846–1906) је био брокер за осигурање и политичар у Онтарију, Канади. Био је градоначелник Берлина 1891. године.
Рођен је у Округу Вотерлу, Западна Канада. Изабран је за градски савет Берлина 1880. године. Стејблер је такође био председник локалног одбора за трговину.
Његов бивши дом, саграђен касних 1870-тих је купио Џон Мец Шнајдер током раних 1900-тих.